# Pseudostegophilus nemurus
Pseudostegophilus nemurus es una especie de peces de la familia Trichomycteridae en el orden de los Siluriformes.

## Morfología
• Los machos pueden llegar alcanzar los 15 cm de longitud total.

## Hábitat
Es un pez de agua dulce y de clima tropical (26 °C-28 °C).

## Distribución geográfica
Se encuentran en Sudamérica:  cuenca del río Amazonas.